# Assedio di Antiochia (968-969)
L'assedio di Antiochia (968-969) fu una vittoriosa offensiva militare intrapresa dai comandanti dell'Impero bizantino al fine di riconquistare la città strategicamente importante di Antiochia, all'epoca controllata dagli Hamdanidi.

## Assedio
In seguito a un anno di saccheggi in Siria, l'imperatore bizantino Niceforo II Foca decise di far ritorno a Costantinopoli per l'inverno. Prima della partenza, tuttavia, edificò il Forte di Bagras, nei pressi di Antiochia, e ne affidò il comando a Michele Bourtzes, ordinando a lui e a Pietro di assediare Antiochia. Niceforo proibì esplicitamente a Bourtzes di prendere Antiochia con la forza intendendo preservarla da danni e saccheggi. Bourtzes, tuttavia, non intendeva attendere l'arrivo dell'inverno per espugnare la fortezza. Inoltre intendeva impressionare positivamente Niceforo e ottenere gloria per sé, e così cominciò a negoziare i termini per la resa con i difensori. A questo punto, Pietro prese parte a una incursione nelle campagne limitrofe insieme al comandante siriano 'Ayšalš, dove probabilmente entrò in contatto per la prima volta con Qarquya, un alto funzionario di Aleppo al servizio degli Hamdanidi. È possibile che fu in quel frangente che Bourtzes entrò in alleanza con Aulax, il comandante delle torri "Kallas". Presumibilmente Aulax, in cambio di doni e di prestigio, assistette Bourtzes nel trasportarlo insieme al suo comandante Sachakios Brachamios e a 300 uomini sulla sommità delle torri Kallas nel corso della notte; una volta saliti sulle torri, i Bizantini furono in grado di acquisire un punto d'appoggio per poter superare le altre difese della città.
Bourtzes, una volta acquisito il controllo delle mura esterne, inviò un messaggio a Pietro affinché accorresse ad Antiochia con le proprie truppe per assisterlo nell'espugnazione della città. In un primo momento, Pietro era esitante, a causa degli ordini dell'imperatore di non prendere la città con la forza, ma, quando le richieste di Bourtzes divennero sempre più impellenti e i suoi uomini cominciarono a perdere terreno sulle mura, decise di tornare ad Antiochia per contribuire alla presa della città. Pietro arrivò in prossimità delle porte di Kallas il 28 ottobre 969 e, alla vista dell'attacco imminente, gli Antiocheni si ritirarono e furono sconfitti.
In seguito alla presa di Antiochia, Bourtzes fu destituito dall'imperatore a causa della sua disobbedienza, ma si vendicò prendendo parte alla congiura che avrebbe portato all'assassinio di Niceforo, mentre Pietro penetrò in profondità in territorio siriano, assediando ed espugnando la stessa Aleppo e rendendo l'emirato di Aleppo uno stato vassallo dei Bizantini con il trattato di Safar, negoziato con Qarquya. La conquista bizantina di Antiochia spinse i Fatimidi a intervenire nel Levante con il pretesto di liberare la Siria settentrionale dal giogo degli infedeli Bizantini. Tra il dicembre 970 e il luglio 971 i Fatimidi assediarono Antiochia ma furono costretti a levare l'assedio in seguito alla sconfitta patita nella battaglia di Alessandretta e alla concomitante invasione della Siria meridionale da parte dei Carmati.